# Ямкино (Московская область)
Ямкино — село в  Богородском городском округе Московской области России

## Население
| 1852 | 1859 | 1890 | 1926  | 2002 | 2006  | 2010  |
| ---- | ---- | ---- | ----- | ---- | ----- | ----- |
| 455  | ↗472 | ↘220 | ↗1051 | ↘695 | ↗1746 | ↗1766 |

## География
Село Ямкино расположено на северо-востоке Московской области, в северной части Ногинского района, примерно в 53 км к востоку от центра города Москвы и 8 км к северу от центра города Ногинска, на Московском малом кольце А107.
В 7 км к северу от села проходит Щёлковское шоссе А103, в 10 км к югу — Горьковское шоссе М7, в 13 км к юго-западу — Фряновское шоссе Р109, в 24 км к востоку — Московское большое кольцо А108. Восточнее села протекает река Черноголовка, западнее — река Лавровка (бассейн Клязьмы). Ближайшие населённые пункты — деревни Починки и Соколово.
В селе 15 улиц — 1-я Московская, Жасминовая, Кооперативная, Красная, Красная Слобода, Лесная, Московская, Московская 2-я, Садовая, Советская, Украинская, Центральная усадьба, Брусничная, Черничная, Прудовая, зарегистрировано 6 садоводческих товариществ (СНТ).

## История
Рождественская церковь села Ямкино государевой дворцовой Черноголовской волости упоминается в книгах Патриаршего Приказа 1628 и 1635 гг. По писцовым книгам Приказа Большого Дворца 1631—1633 гг. значится, что при церкви были двор попа и просвирни, а также пять дворов церковных бобылей, в приходе 55 дворов.
В середине XIX века село относилось ко 2-му стану Богородского уезда Московской губернии и принадлежало корнету Н. И. Иохемзину, в селе было 58 дворов, церковь, крестьян 231 душа мужского пола и 224 души женского.
В «Списке населённых мест» 1862 года — владельческое село 2-го стана Богородского уезда Московской губернии на Троицком тракте (из Богородска в Сергиевскую Лавру), в 8 верстах от уездного города и 20 верстах от становой квартиры, при озере, с 76 дворами, 2 православными церквями и 472 жителями (230 мужчин, 242 женщины).
По данным на 1890 год — административный центр Ямкинской волости 3-го стана Богородского уезда с 220 жителями; в селе располагались волостное правление и квартира урядника, имелись земская школа и богадельня, работали две полушёлковые фабрики (52 и 13 рабочих).
В 1913 году — 167 дворов, при селе волостное правление, земское училище, богадельня, квартира урядника и добровольная пожарная дружина.
По материалам Всесоюзной переписи населения 1926 года — центр Ямкинского сельсовета Пригородной волости Богородского уезда на Ямкинском шоссе и в 9,1 км от станции Богородск Нижегородской железной дороги, проживал 1051 житель (482 мужчины, 569 женщин), насчитывалось 234 хозяйства, из которых 186 крестьянских, имелись лавка, школа 1-й ступени и библиотека, работала бумаго-ткацкая артель.
С 1929 года — населённый пункт Московской области.
Административно-территориальная принадлежность
1929—1930 гг. — центр Ямкинского сельсовета Богородского района.
1930—1963, 1965—1994 гг. — центр Ямкинского сельсовета Ногинского района.
1963—1965 гг. — центр Ямкинского сельсовета Орехово-Зуевского укрупнённого сельского района.
1994—2006 гг. — центр Ямкинского сельского округа Ногинского района.
С 2006 года — административный центр сельского поселения Ямкинское Ногинского муниципального района.
Расширение границ
В 2004 году в состав села вошёл посёлок Центральной усадьбы совхоза имени Чапаева.

## Достопримечательности

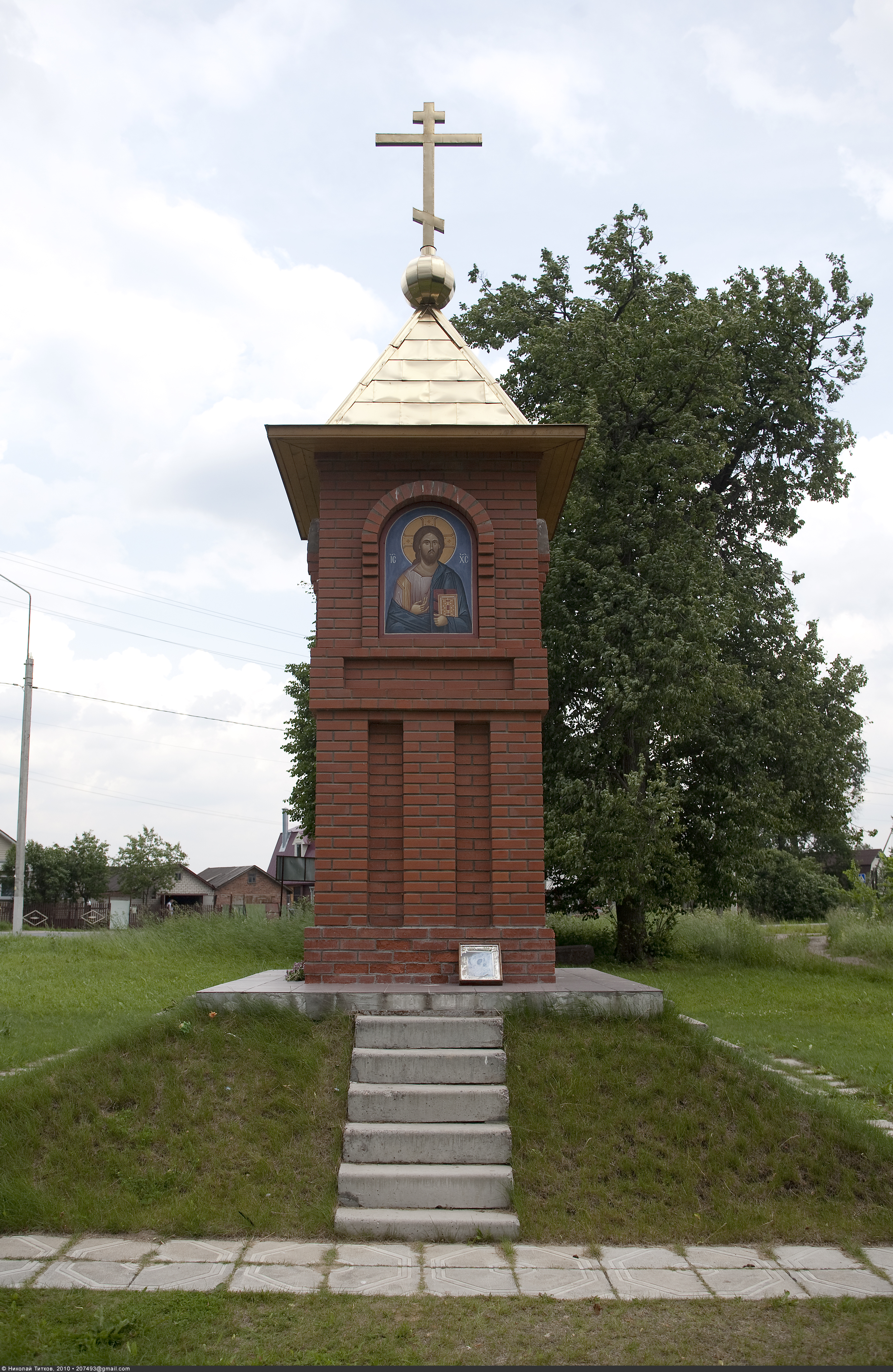
Новая кирпичная часовня-столб. Поставлена на месте прежде существовавшей Всехсвятской церкви. Дата основания: 2003 год

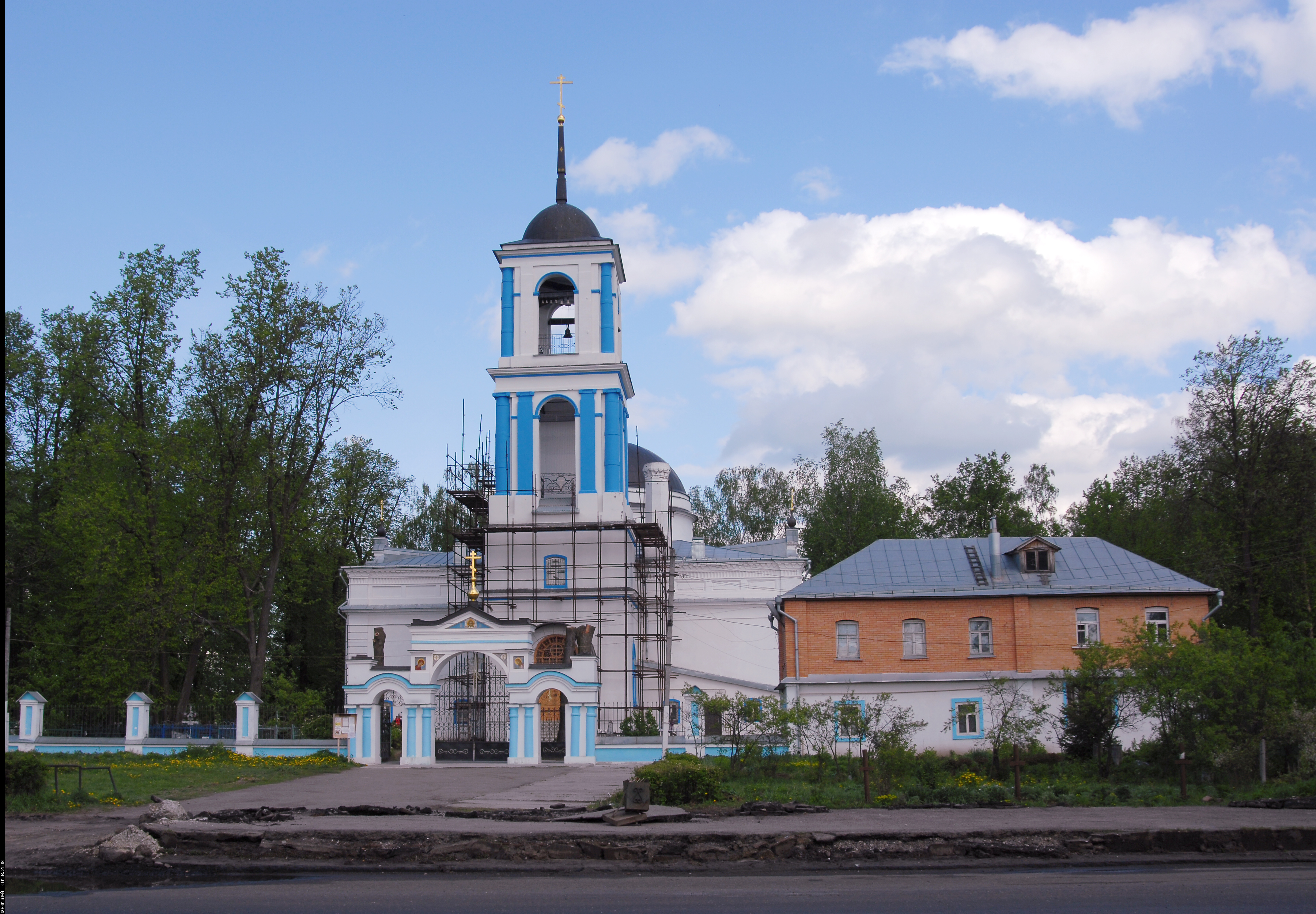
Церковь Рождества Христова

- Однокупольная церковь Рождества Христова (1818—1826) в стиле классицизма с трапезной и колокольней[23]. Объект культурного наследия России, как памятник архитектуры регионального значения[24].
- Дом причта постройки 1-й половины XIX века. Объект культурного наследия России, как памятник архитектуры регионального значения[25].
- Кирпичная часовня-столб (2003), установленная на месте прежде существовавшей Всехсвятской церкви[26].
- Памятник начдиву Красной Армии — Василию Ивановичу Чапаеву (ул. Кооперативная)[27].
- Памятник воинам, погибшим в годы Великой Отечественной войны (ул. Московская)[27].